# 24 Pułk Piechoty (PSZ)
24 Pułk Piechoty (24 pp) – oddział piechoty Polskich Sił Zbrojnych w ZSRR.

## Formowanie i zmiany organizacyjne
Decyzja o sformowaniu 24 pułku piechoty została wcielona w życie na podstawie Rozkazu Organizacyjnego Nr 1 dowództwa 8 Dywizji Piechoty z dnia 5 stycznia 1942 roku. W rozkazie tym została wyznaczona wstępna obsada kadrowa pułku i wydzielone zawiązki ze składu Ośrodka Organizacyjnego Armii w Tockoje. Na dowódcę pułku został wyznaczony mjr dr Andrzej Cichowski. W dniach 14 – 26 stycznia 1942  transportem kolejowym kadra pułku została przewieziona do miejscowości Szakpak na terytorium Kazachskiej Socjalistycznej Republiki Radzieckiej. Oddział był organizowany według etatów brytyjskich. W wyznaczonym garnizonie z uwagi na panujące warunki klimatyczne, zły stan zdrowia wcielanych ochotników i poborowych i brak środków sanitarnych, w lutym wybuchła epidemia tyfusu plamistego. Przez okres lutego i marca 1942 roku pułk zajmował się organizacją wcieleń żołnierzy, polepszaniem warunków sanitarno-epidemiologicznych. W małym zakresie prowadzono szkolenie głównie oficerów i podoficerów. Pułk otrzymał kompletne umundurowanie brytyjskie, natomiast nie otrzymał żadnego wyposażenia i broni.
W związku zarządzoną pierwszą ewakuacją Armii Polskiej w ZSRR do Iranu w dniu 23 marca 1942 pułk został przetransportowany przez Krasnowodzk do obozu w Pahlevi w Iranie. Następnie w maju po przejściu kwarantanny pułk został przetransportowany morzem do Palestyny. Część żołnierzy zasiliła oddziały 3 Dywizji Strzelców Karpackich, natomiast  40 oficerów i 579 szeregowych, 5 czerwca transportem morskim odpłynęło do Południowej Afryki. W trakcie podróży stwierdzono zachorowania żołnierzy na tyfus, w związku z tym od 18 czerwca do sierpnia 1942  pułk przebywał na kwarantannie w obozie w miejscowości Pietermaritzburu w Południowej Afryce. W trakcie pobytu prowadzone było szkolenie wojskowe. W sierpniu i wrześniu poszczególne kompanie pułku w transportach morskich konwojowały jeńców włoskich i niemieckich do USA, Kanady i Wielkiej Brytanii. W dniu 21 września większość żołnierzy pułku przybyła do portu w Liverpoolu, w dniu 23 września pułk został rozwiązany, a żołnierze zostają wcieleni do oddziałów I Korpusu Polskiego i 1 Samodzielnej Brygady Spadochronowej. 

## Żołnierze pułku
Dowódcy pułku
- mjr dr Andrzej Cichowski[4]
- ppłk dypl. piech. Stanisław Władysław Spytek Pstrokoński (do 1 VI 1942[3])
- mjr Władysław Gorczyca[3]

Szef sztabu pułku
- kpt. Konstanty Dzierżek (jednocześnie p.o. dowódcy III batalionu[3])

Dowódcy batalionów
- Dowódca I batalionu – kpt. Stanisław Nieżychowski[3]
- Dowódca II batalionu – kpt. Kazimierz Fedorowicz[3]